# Quint Flavi (assassí)
Quint Flavi (en llatí Quintus Flavius) va ser un romà nascut a Tarquinii, a Etruria.
Va ser l'assassí d'un esclau anomenat Panurgus (abans del 77 aC) que pertanyia a Gai Fanni Querees. Aquest esclau havia estat entrenat com a actor segons un contracte entre Querees i Quint Rosci, el famós comediant.